# Животновъдство
Животновъдството е отрасъл в първичния икономически сектор, който се занимава с развъждане и отглеждане на селскостопански животни и получаване на продукция от тях.

## Исторически сведения
Животновъдството е най-древният занаят на човечеството след лова и риболова, усвоен, наред със земеделието, през неолита, по време на така наречената неолитна революция. Възникването на животновъдството е предшествано от процеса на опитомяване на определени видове диви животни, които са можели да живеят наред с човека, носейки му при това определена полза – като източник на храна (месо, мляко, птичи яйца), източник на материал за правене на облекло или за строителството на колиби (например, кожа), като работни (например, теглещи плуга) или ездитни животни, като животни за охрана на имуществото (куче, котка).

## Влияние на животновъдството върхуглобалното затопляне
Отглеждането на преживни животни оказва значително влияние върху глобалното затопляне вследствие на факта, че в тяхната храносмилателна система се получават антропогенни парникови газове: на тях се падат 9% от емисиите на въглероден диоксид (CO2), 35 – 40% – на метан (CH4), 64% – на диазотен оксид (N2O), и някои други. За намаляване на емисиите се предлагат различни методи (например, хранителни добавки за животни, газосъбиращи торби и др.), а също съкращаване на количеството на отглежданите животни, респ. намаление на потреблението на месо.
В допълнение трябва да се отбележи, че към началото на XXI век за паша на животните са необходими около 70% от селскостопанските площи (30% от цялата суша на Земята).

## Отрасли в животновъдството
Отраслите в животновъдството се групират в зависимост от отглежданите видове (включително породи и хибриди) животни. 
Трябва да се отбележи, че българите, както и повечето източни народи назовават животни от един и същи вид с различни имена, в зависимост от възрастта и пола, като добиваните от тях ресурси носят същите имена и показват качествата на продукта. При едрия рогат добитък – младите говеда са телета, съответно месото, добивано от тях е телешко. Младите овце са агнета, а месото е агнешко; когато е от по-зрели овце, е шилешко или овче. При козите – младите са ярета, а месо им е ярешко. Същото важи и за най-широко разпространеното птицевъдство – отглеждането на кокошки. Малките кокошки се наричат с общия термин пилета, а месото им е пилешко.

### Отглеждане на едър рогат добитък (говедовъдство)
Говедата са чифтокопитни животни. В селскостопанската терминология се причисляват към групата на едрия рогат добитък.
Отглеждането на едър рогат добитък се извършва с цел добив на месо, мляко, кожи. Използват се и за впрегатни животни. Те биват 3 вида: зебу (тропическо говедо), европейско домашно говедо и див европейски тур (изчезнал вид). 

В българския език е популярно говедата да се наричат „крави“, по названието на женските екземпляри. Местата за концентрация (оборите, стопанските дворове), за отглеждане на говеда се назоват с общото име кравеферми

#### Традиционно европейско говедовъдство
В България се отглеждат различни породи на Европейското домашно говедо. Заради спецификата на отглеждане са обособяват три отраслови звена, към които се групират различни типове стопанства. 

1) Отглеждане на крави – за млекодобив, основна суровина за млекопреработвателна промишленост 

2) Отглеждане на телета – за добив на телешко и говеждо месо; добив на кожа 

3) Отглеждане на качествени зрели мъжки говеда (бикове) за разплод. 

В България вече не се използват домашни говеда като впрегатни животни, но до средата на 20 век те са били основна тяга за обработка на земя (с дървени плугове), или превоз на стоки (волски каруци), затова тогава е имало и обособена група за тази цел.

#### Биволовъдство
Отглеждането на биволите е сходно с това на традиционното говедовъдство. Биволското мляко е ценна суровина за млечната промишленост, с по-висока масленост е, но и с по-висока себестойност.

#### Нетрадиционно за Европа говедовъдство
В България се правят опити за отглеждане на неевропейски видове говеда, като например одомашнен (домашен) тибетски як (в ловно стопанство „Витиня“) и зубър (в ловно стопанство „Воден“).
Всичко се извършва предимно в малки експериментални групи към ловно-рибарските стопанства и нямат съществено стопанско значение. Целта е предимно аклиматизиране и създаване на нови хибридни породи с тукашните говеда в бъдещ етап на развитие.

### Отглеждане на дребен рогат добитък (скотовъдство)

#### Овцевъдство
Овцевъдството (около 1 млрд. броя овце в света) осигурява месо, мляко и вълна. Получило е широко разпространение в умерения пояс на Европа и Северна Америка и в степните и полупустинни райони на Югозападна и Централна Азия, Нова Зеландия. Австралия е първата по брой на овце в света.

#### Козевъдство
Козето мляко има доказано положително въздействие върху заболявания от разнообразен тип. Съставът му е богат на белтъчини и кобалтови соли, които участват в състава на витамин В12. Съдържа и богата гама от витамини, които повлияват на различни органи и системи в човешкото тяло. Това се дължи на голямото разнообразие от храни, с които се храни козата. Тя яде най-свежите, младите листенца, клонки, тревички, плодове, дори и цветя. Благодарение на това млякото е чисто и не съдържа токсини. 
Ярешкото е годно за консумация, но изисква специфична предварителна обработка (мариноване, изсушаване, повторно мариноване), която да стабилизира узряването и да отстрани някои биологични агенти, които, ако не са отстранени, предизвикват стомашно-чревни разстройства.

### Свиневъдство
Домашната свиня е традиционен източник на месо в България (а и в цяла Европа), Китай, Бразилия и други страни.
Почти половината от броя на свинете се падат на Азия и преди всичко на Китай. Развито е още в страните от ОНД, САЩ, Бразилия. В районите с мюсюлманско население свиневъдството практически отсъства поради религиозни причини.
В България се отглежда друг хибриден вид домашна свиня, която на външен вид прилича на дивия си 'събрат', но е с по-малки размери – източнобалканската свиня.

### Коневъдство
Отглеждането на коне се извършва в конеферми. Конят се е използвал дълги години като основен помощник, като впрегатен и ездитен добитък. Служи предимно за превоз на товари, в екстремни ситуации или трудно проходими места.
В съвременни условия конете се отглеждат предимно със спортна цел – за езда и като помощници за военни или охранителни патрулни операции в горски терени. Използването на коне като животинска тяга е силно ограничено и се извършва само в слабонаселени региони, или миноритарни общества със запазени традиционни етнокултурни схеми на живот, който е свързан с отглеждане и използване на конете, като работна тяга.

#### Традиционно коневъдство
Това е отглеждането на различни породи коне, с цел получаване на екземпляри с различна степен на интелигентност и приспособимост за изпълняване на съответни задачи (за различни спортове – конна езда, надбягвания, петобой, прескок и т.н., за повишена издръжливост при преходи с товари и др.)
В много страни отглеждането на коне за добив на месо е приемлива практика. Конкретно в България, както и във всички славяноезични страни, конете са смятани за интелигентни помощници на човека и поради тази (чисто психологическа) причина, консумацията на месо от тези животни се смята за неприемлива. Въпреки това напоследък разбиранията, а оттук и хранителните навици се променят и така постепенно конското месо (предимно вносно) навлиза все повече на пазара.

#### Коневъдство на хибриди с магарета (мулета, катъри)
Хибрид между мъжко магаре и кобила се нарича муле. Хибрид между магарица и кон е катър 

Във високопланинските райони те са били най-добрия помощник на човека за транспортиране на товари. България има планински релеф в голям процент от общата си територия, съответно – необходимостта от ползване на такива хибриди е била голяма. 

В световен мащаб отглеждането на такива хибриди все още продължава.

#### Отглеждане на магарета
Подобно на коневъдство на хибриди, отглеждането на магарета се е извършвало като по-евтина и по-непретенциозна алтернатива на коневъдството. Предимно в селските региони това е била алтернативата вместо притежаване на кон. Макар и по-бавноподвижно, магарето е вършело същите функции, а разходите по отглеждането са му по-ниски в сравнение с тези при конете.

### Отглеждане на дребни животни и птици, за добив на крехки меса

#### Птицевъдство
Птицевъдството също е традиционен отрасъл на животновъдството в България. Преди Втората световна война то е слаборазвито и птиците се отглеждат главно за домакински нужди. От началото на 60-те години отрасълът бързо се развива, поради необходимостта от задоволяване на вътрешния и външния /в рамките на СИВ/ пазар с яйца, пух, месо и други ценни продукти. Развитието на птицевъдството е под влияние основно на фуражната база и потреблението. Отрасълът осигурява над 18% от месото в страната, като около 95% от птичето месо се дава от частните производители.
През последните 20 години в страната са построени 19 птицекомбината, които също оказват силно влияние върху териториалната организация на подотрасъла. Днес повечето от тези комбинати са пред закриване, поради тяхната нерентабилност при новите условия. През последните 20 години броят на птиците в страната намалява около 3 пъти, главно поради липсата на храна.
В птицевъдството има 2 направления – месно и за яйца. В България се отглеждат в личните стопанства и редица други домашни птици – пуйки, патици, гъски. Основните райони с развито птицевъдство са зърнопроизводителните райони на страната. В тази връзка в областите В. Търново, Ловеч, Варна, Добрич, Шумен и Плевен се отглеждат над 40% от птиците.

### Отглеждане на насекоми със стопанска цел

#### Пчеларство
Пчеларството осигурява извънредно ценни и незаменими продукти – мед, восък, пчелна отрова, пчелно млечице и др. Пчелите са изключително полезни при опрашването на много растения, като ползата от тях за опрашването е много по-голяма, отколкото от получените пчелни продукти. Пчеларството е развито главно в Северна и Североизточна България. Подотрасълът е силно зависим от замърсяването на околната среда, което води до измиране на пчелните семейства.

#### Бубарство
Вижте подробна информация в основната статия Бубарство

### Рибарство и аквакултура

#### Рибовъдство
Рибовъдството е стопанска дейност, която включва редица мероприятия. Такива са зарибяване на изкуствени водоеми, осигуряване размножаване на рибите и т.н.
Рибовъдството може да се извършва в естествени и изкуствени водоеми. Чрез изкуствено развъждане може да се получат високи добиви – десетки, а понякога и стотици пъти по-високи, отколкото от същата площ при естествени условия. Изкуственото развъждане на риба има и това предимство, че то може да се развие в отдалечени места и населението да ползва прясна риба.
Рибните стопанства в България са пъстървови и шаранови. Пъстървовите стопанства се зарибяват главно с: дъгова, балканска пъстърва и сивен. Шарановите стопанства се заселват главно шаран, бял амур, бял и пъстър толстолоб и др.
От голямо значение за рибовъдството е прилагането на изкуствено оплождане. Изкуственото развъждане в България все повече нараства. А ползата от него е голяма.